# Souvenirs from earth
Souvenirs from Earth (SFE) ist der erste Kabel-TV Sender mit einem 24-Stunden-Kunst-Programm. Das Programm gestaltet sich vornehmlich aus Videokunst und Kunstfilmen, sowie aus künstlerischen Musikvideos, Dokumentationen von Installationen und Performances, thematischen Programmen externer Kuratoren und Fotografen.
Der Sender hat seinen Sitz in Köln, operierte aber bis 2007 größtenteils aus Paris. Zu empfangen ist der Sender in Französischen und Deutschen Kabelnetzen und erreicht 10 Millionen Haushalte.
Das Konzept des Senders besteht neben der Diffusion von Kunst als gesellschaftlichem Gut vor allem darin, größere Flachbildschirme in ein sich ständig erweiterndes Kunst-Terminal zu verwandeln. Kunstwerke, die man ansonsten nur in Museen und Ausstellungen findet, kommen so ins heimische Wohnzimmer. Der Sender gibt der gezeigten Kunst mehr Sichtbarkeit im öffentlichen Raum und bietet so neue Möglichkeiten für Künstler ihre Werke zu präsentieren. Die Plattform dient bereits über 700 Künstlern als Ausstellungsort. 